# Alfred-Ingemar Berndt
Alfred-Ingemar Berndt (* 22. April 1905 in Bromberg (Westpreußen); † vermutlich 28. März 1945 bei Veszprém) war ein deutscher Journalist und Schriftsteller sowie enger Mitarbeiter von NS-Propagandaminister Joseph Goebbels. Er gilt als propagandistischer Schöpfer des „Wüstenfuchs“-Mythos um den deutschen Generalfeldmarschall Erwin Rommel.

## Leben

### Jugend und erste politische Aktivitäten
1919 kämpfte er beim Grenzschutz-Bataillon III. Berndts Familie wurde 1920 aus der an Polen gefallenen Provinz Westpreußen ausgewiesen und enteignet. Die Familie übersiedelte nach Berlin. Berndt trat in Berlin bereits als 17-jähriger 1922 der NSDAP und dann der SA bei. Nach der Verbotszeit der NSDAP trat er angeblich Weihnachten 1925 erneut der Partei bei, seine Versuche entsprechend niedrige Mitgliedsnummern anerkannt zu bekommen, wurden allerdings trotz Anerkennung seiner Mitarbeit in der Bewegung zurückgewiesen, so dass er erst zum 1. Mai 1932 endgültig in die Partei aufgenommen wurde (Mitgliedsnummer 1.101.961). Im Jahre 1926 war er federführend beim Aufbau der Organisation und der Strukturen der Hitlerjugend in Berlin beteiligt.
Nach abgebrochenem Germanistikstudium und Volontariaten bei diversen Zeitungen erfolgte im Dezember 1928 sein Eintritt als „Experte für Ostfragen“ in Wolffs Telegraphisches Bureau (WTB), der zu dieser Zeit größten und bedeutendsten deutschen Nachrichtenagentur. Berndt verstand es, hier seine fortwährende nationalsozialistische Agitation geschickt hinter einem seriös wirkenden journalistischen Deckmantel zu verbergen. Zu dieser Zeit schrieb er unter verschiedenen Pseudonymen als Kolumnist und Kommentator für NS-Zeitungen wie den „Völkischen Beobachter“ oder das Berliner Parteiorgan „Der Angriff“. 1931 wurde er Leiter der „Fachgruppe Schriftleitung“ beim Kampfbund für deutsche Kultur, einem Sammelbecken nationalsozialistisch gesinnter Schriftsteller, Hochschullehrer, Journalisten und Kulturschaffender. Ab 1932 war er Mitglied des Berliner Gaupresseamtes. Wegen politischer Vergehen wurde er in der Spätphase der Weimarer Republik mehrmals zu Geldstrafen und kurzen Haftstrafen verurteilt.

### Hitlers Machtergreifung als Karriereschub
Unmittelbar nach Hitlers „Machtergreifung“ im Januar 1933 begann Berndt mit der Umwandlung des Wolffschen Telegraphenbüros in eine stramm nationalsozialistisch ausgerichtete Presseagentur – das Deutsche Nachrichtenbüro (DNB). Gleichzeitig war er verantwortlich für die Gleichschaltung des Reichsverbandes der Deutschen Presse (RDP). Anschließend wurde er im Dezember 1933 Hauptschriftleiter des von ihm geschaffenen DNB. Seit Februar 1933 war Berndt Stellvertreter des Reichspressechefs der NSDAP, Otto Dietrich. Im Mai 1933 war er Initiator und Mitbegründer des Bundes Deutscher Osten.
Nach dem sogenannten Röhm-Putsch verließ Berndt 1934 die SA und trat zur SS über, in der er im April 1943 den Rang eines SS-Brigadeführers der Allgemeinen SS erreichte (SS-Nummer 242.890).

### Aufstieg im Propagandaministerium
Im November 1935 berief Propagandaminister Joseph Goebbels Berndt zum Amtsleiter der Reichspressestelle im Reichsministerium für Volksaufklärung und Propaganda (RMVP) und zum Mitglied des Reichskultursenats. Im April 1936 folgte die Ernennung zum Leiter der Presseabteilung des RMVP (Abteilung IV) und die Beförderung zum Ministerialrat. Nach Aufteilung der Presseabteilung im März 1938 wurde Berndt Chef der neugeschaffenen Abteilung Presse-Inland (Abteilung IV-A) und war in dieser Funktion verantwortlich für die propagandistische Unterstützung des Anschlusses Österreichs und des Sudetenlandes. In Anerkennung hierfür beförderte ihn Goebbels im Oktober 1938 zum Ministerialdirigenten. Auf Betreiben Otto Dietrichs wurde Berndt als Leiter der Presseabteilung durch Hans Fritzsche abgelöst. Im Dezember 1938 übernahm er auf Goebbels’ persönlichen Wunsch hin die Abteilung Schrifttum (Abteilung VIII), die unter anderem die Zensur der Literatur und die ideologische Überwachung von Schriftstellern und Autoren zur Aufgabe hatte.

### Als Propagandist im Krieg

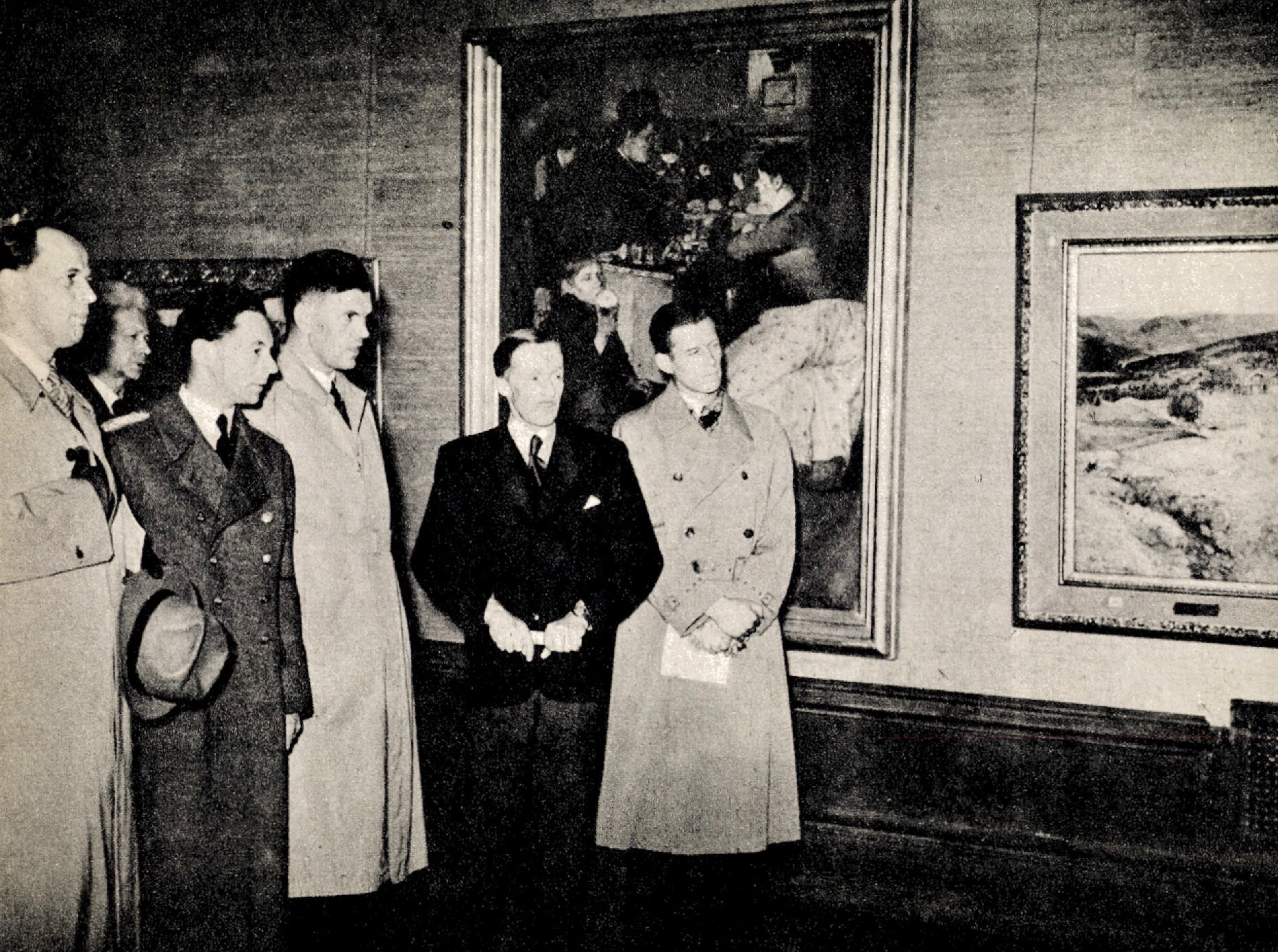
Ministerialdirigent Alfred-Ingemar Berndt (Mitte) besucht die Nationalgalerie Oslo, Norwegen, Mai 1942.

Am 30. August 1939, zwei Tage vor Beginn des Zweiten Weltkrieges, wurde Berndt als Ministerialdirigent zum Leiter der Abteilung Rundfunk des RMVP (Abteilung III) ernannt. Bereits Anfang November 1939 wurde Goebbels über Konflikte Berndts mit der Reichspost informiert, die ihn als Verhandlungsführer des Propagandaministeriums ablehnte. Im Februar 1940 meldete Berndt, er habe seine Aufgabe, das deutsche Rundfunkwesen an die Erfordernisse des Krieges und der Kriegspropaganda anzupassen, erfüllt, ließ sich von allen Funktionen im RMVP entbinden und meldete sich als Kriegsfreiwilliger zur Wehrmacht. Am Frankreichfeldzug nahm er als Feldwebel in der Schweren Panzerjäger-Abteilung 605 teil. Er wurde am 27. Mai 1940 mit dem Eisernen Kreuz II. Klasse und am 6. Juni 1940 mit dem Eisernen Kreuz I. Klasse ausgezeichnet. Über seine Erlebnisse verfasste er die Schrift Panzerjäger brechen durch! (1940).

### Leiter der Propagandaabteilung und Ordonnanzoffizier bei Rommel
Etwa im August 1940 kehrte Berndt in das RMVP zurück, überließ die Amtsführung aber weitgehend seinen bisherigen Stellvertretern. Im Mai 1941 ging er wieder an die Front; diesmal als Leutnant im Stab des Deutschen Afrikakorps. Berndt wurde Rommels Ordonnanzoffizier und – mit seinen glänzenden Beziehungen – zugleich dessen „Propagandamanager“. Nach dem Überfall auf die Sowjetunion beorderte Goebbels ihn im August 1941 nach Berlin zurück und übertrug ihm, zum Ministerialdirektor befördert, die Leitung der Abteilung Propaganda (Abteilung II). Gleichzeitig pendelte Berndt weiterhin regelmäßig zwischen Berlin und Rommels Hauptquartier in Nordafrika, bis zum Ende von Rommels Einsatz im April 1943. In dieser Zeit popularisierte er den Mythos vom „Wüstenfuchs“ und baute Rommel zu der Identifikationsfigur schlechthin für viele Deutsche auf.
Zunehmend wurde Berndt in dieser Zeit auch zum persönlichen Berichterstatter Rommels im Führerhauptquartier. Am 17. Juli 1943 überreichte ihm Hitler in Würdigung seiner Verdienste im Afrikafeldzug das Deutsche Kreuz in Gold. In seine Zeit als Leiter der Propagandaabteilung fielen außerdem die Schlacht von Stalingrad, die Kapitulation im Tunesienfeldzug und die Entdeckung der Massengräber des Massakers von Katyn.
Seit April 1943 war er Vorsitzender des interministeriellen Luftkriegsschädenausschusses, der für die Erhebung der Schadensbilanz und die Koordination der Hilfs- und Wiederaufbaumaßnahmen nach Bombenangriffen zuständig war.

### Ein Mord und Fronteinsatz
Im Frühjahr 1944 planten die Führer des Dritten Reiches Lynchaktionen an gefangenen alliierten Fliegern. Goebbels besprach sich darüber am 24. Mai mit Hitler und erklärte in einem Artikel im Völkischen Beobachter vom 28./29. Mai (geschrieben am 25.), dass die Regierung nichts gegen Lynchaktionen an alliierten Fliegern unternehmen werde, die Zivilpersonen beschossen hatten. Am 24. Mai 1944 ließ Ministerialdirigent Berndt sein Auto neben zwei Landwachtmännern halten, die den gefangengenommenen US-Fliegerleutnant Dennis begleiteten, und erschoss ihn kaltblütig.  Goebbels erhoffte sich von diesem Artikel, dass in Deutschland das „große Pilotenjagen einsetze“ und alliierte Flieger somit von Feindeinsätzen gegen Deutschland abzuhalten wären. Daraufhin kam es zu wahrscheinlich wenigstens 1.000 Fällen von Lynchjustiz an alliierten Fliegern innerhalb der deutschen Nachkriegsgrenzen, und unter Einschluss der besetzten Gebiete auf, konservativ geschätzt, etwa 3.000 Fällen von Misshandlung.
Die alliierte Landung in der Normandie führte zum Zerwürfnis zwischen Goebbels und Berndt. Goebbels warf Berndt – der sich nach einem Besuch in Rommels Hauptquartier an der Westfront sehr pessimistisch über die Kriegslage geäußert hatte – Defätismus vor. Nachdem Berndt dann auch noch in einer Ministerkonferenz „die schwersten Indiskretionen über unsere Verteidigungsvorbereitungen im Westen sowie über Mißhelligkeiten im Oberbefehl unserer Westtruppen zum Besten gegeben“ hatte (so Goebbels in seinem Tagebuch am 7. Juni 1944), entzog er ihm die Propagandaabteilung und suspendierte ihn auf unbegrenzte Zeit vom Dienst. Berndt meldete sich daraufhin freiwillig zum Fronteinsatz und wurde im September 1944 durch Himmlers Vermittlung mit dem Rang eines SS-Hauptsturmführers zur Waffen-SS einberufen.
Nach Aussagen mehrerer Augenzeugen wurde Berndt als Kommandeur des II. Bataillons des 5. SS-Panzer-Regiments „Wiking“ am 28. März 1945 nahe Veszprém (Ungarn) bei einem Angriff sowjetischer Tiefflieger getötet. Er gilt als vermisst.
Viele von Berndts Schriften wurden in der Sowjetischen Besatzungszone auf die Liste der auszusondernden Literatur gesetzt.

### Familie
Berndt war seit 1928 mit Elisabeth Erna Anna („Lisa“) Berndt geb. Krzoßa (1906–1986) verheiratet, mit der er die Töchter Hildegund Anorte Freia (* 1940) und Roswitha Anke Heidelind (* 1941) hatte. Berndts Zweitvorname „Ingemar“ findet sich weder in seinem Taufeintrag, wo er „Alfred Ernst“ heißt, noch auf seiner Heirats- oder seiner Sterbeurkunde, wo jeweils „Alfred Hermann“ angegeben ist.

## Bücher
- Wir erleben die Befreiung der Saar (Scherl, Berlin 1935)
- Vom Arbeitsplatz zum M.-G. Dreyse (Otto Stollberg, Berlin 1936)
- Vom Kunstrichter zum Kunstdiener (VB-Zeitungsverlag, Berlin 1936)
- Gebt mir vier Jahre Zeit! – Dokumente zum ersten Vierjahresplan des Führers (Franz Eher Nachf., München 1937)
- Meilensteine des Dritten Reiches (Franz Eher Nachf., München 1938)
- Der Marsch ins Großdeutsche Reich (Franz Eher Nachf., München 1939)
- Der deutsche Osten und die deutsche Kultur (NSDAP-Gauleitung Danzig-Westpreußen, Danzig 1939)
- Panzerjäger brechen durch! (Franz Eher Nachf., München 1940)
- Das Lied der Front – Liedersammlung des Großdeutschen Rundfunks (Georg Kallmeyer, Wolfenbüttel 1943)
- Deutschland im Kampf (Otto Stollberg, Berlin 1944)

Daneben diverse Vor- und Nachworte zu Veröffentlichungen anderer Autoren sowie mehrere hundert Zeitungsartikel in verschiedensten, auch nicht-nationalsozialistischen Zeitungen der Weimarer Republik sowie NS-Parteiblättern. Später auch gelegentliche Betätigung als politischer Kommentator im Programm des Großdeutschen Rundfunks.